# Holston
L'Holston, Holston River en anglais, est une rivière des États-Unis, affluent de la rivière Tennessee et qui fait partie du bassin du fleuve Mississippi par la rivière Ohio.
Le cours principal du Holston est interrompu par le barrage de Cherokee (en) (formant le lac Cherokee) de la Tennessee Valley Authority (TVA), près de Jefferson City au Tennessee. Cinq autres barrages, également gérés par TVA, retiennent les cours d'eau amont du Holston: le barrage de Watauga (en) et le barrage de Wilbur (en) sur la rivière Watauga, le barrage de Boone, le barrage de Fort Patrick Henry (en) et le barrage de South Holston (en), sur la South Fork Holston River.

## Origine du nom
La rivière doit son à Stephen Holston qui avait construit une cabane sur les rives de la rivière en 1746.

## Parcours
La rivière prend sa source à l'ouest de la Virginie en trois points distincts. Les trois rivières (appelées North Fork, Middle Fork et South Fork) se rejoignent ensuite près de Kingsport au Tennessee. À partir de ce point la rivière se dirige généralement vers le sud-ouest jusqu'au confluent avec la rivière French Broad donnant ainsi naissance à la rivière Tennessee.

## Histoire
La rivière Holston ne s'est pas toujours terminée au confluent avec la rivière French Broad. Jusqu'en 1933 la rivière se terminait au confluent avec la rivière Little Tennessee, à Lenoir City 80 kilomètres environ en aval du point actuel. Lors de la création de la Tennessee Valley Authority en 1933, le siège fut fixé à Knoxville qui était alors sur les rives de la rivière Holston. Il fut donc décidé de changer le nom de la rivière qui passait par Knoxville et donc de faire débuter la rivière Tennessee au confluent entre la rivière French Broad et Holston.